# Hal (Kotem)
De Hal was een gehucht in de uiterwaarden van de Maas nabij Kotem in de Belgische gemeente Maasmechelen. Het gehucht lag in een Maasbocht in de winterbedding, waardoor de woonkern vaak het slachtoffer was van overstromingen.
In 1459 verliet de Maas te Kotem haar oude bedding en ging in haar huidige bedding lopen. Vermoedelijk is de Hal toen aan de westelijke zijde van de Maas komen te liggen. Het naburige dorp Elsloo lag oorspronkelijk aan de voet van de Maasberg en was via land bereikbaar vanuit de Hal. Na deze overstroming is Elsloo heropgebouwd op de Maasberg zelf. In de Maas tussen Elsloo en de Hal waren tot het begin van de 21ste eeuw resten zichtbaar van de ruïne van het oude kasteel van Elsloo. Door de Maaswerken zijn deze resten thans zelfs bij laagwater niet meer zichtbaar.
In 2010 werden de laatste huizen van het gehucht gesloopt en werd de grond afgegraven om meer ruimte te geven aan de Maas. Tot dat moment woonden er nog drie gezinnen op de Hal. Een van de huizen was 't Veerhuis waar de veerman woonde die mensen naar Elsloo overzette.

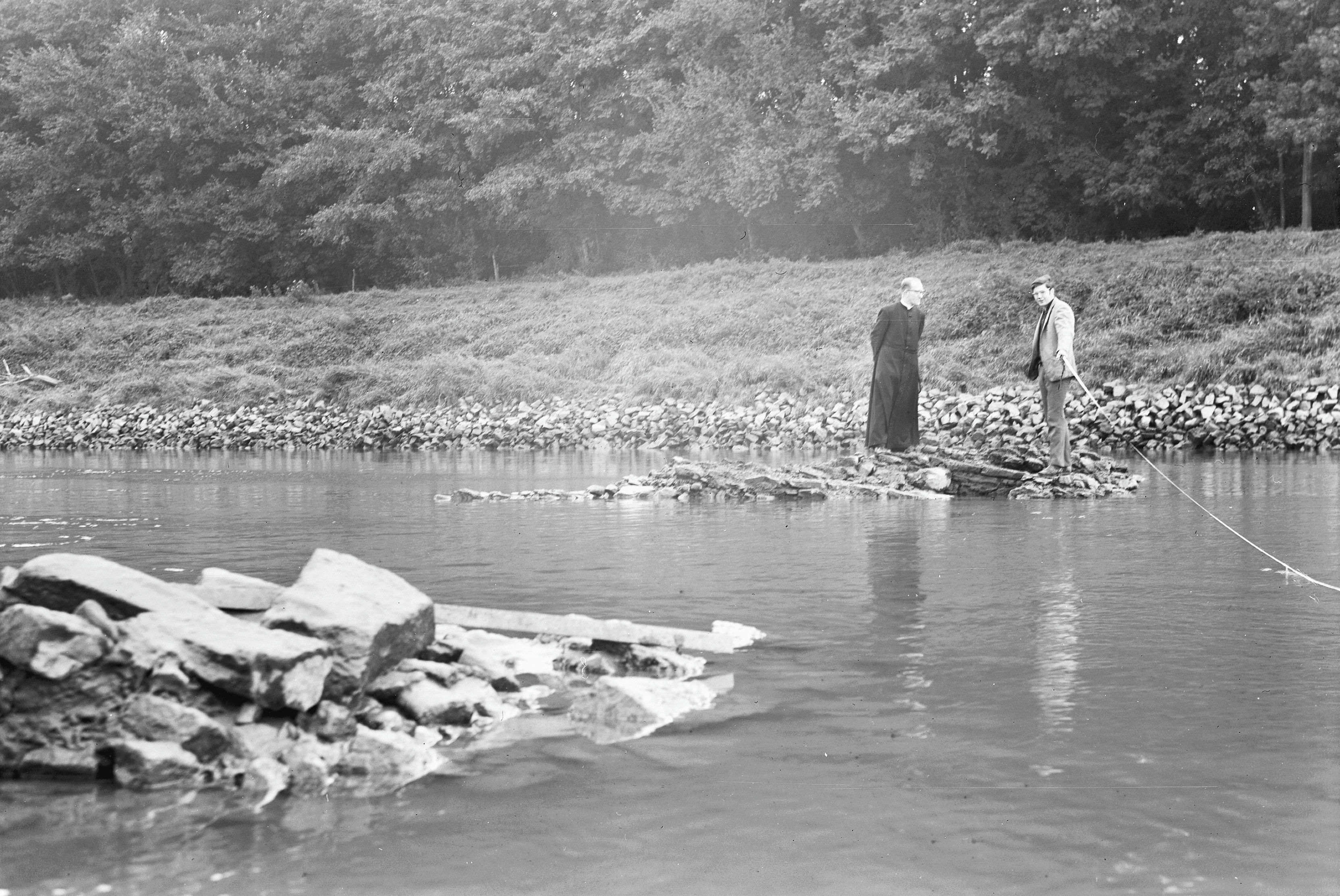
Kasteelruïne zichtbaar bij laag water in 1969.